# Hudson Hornet

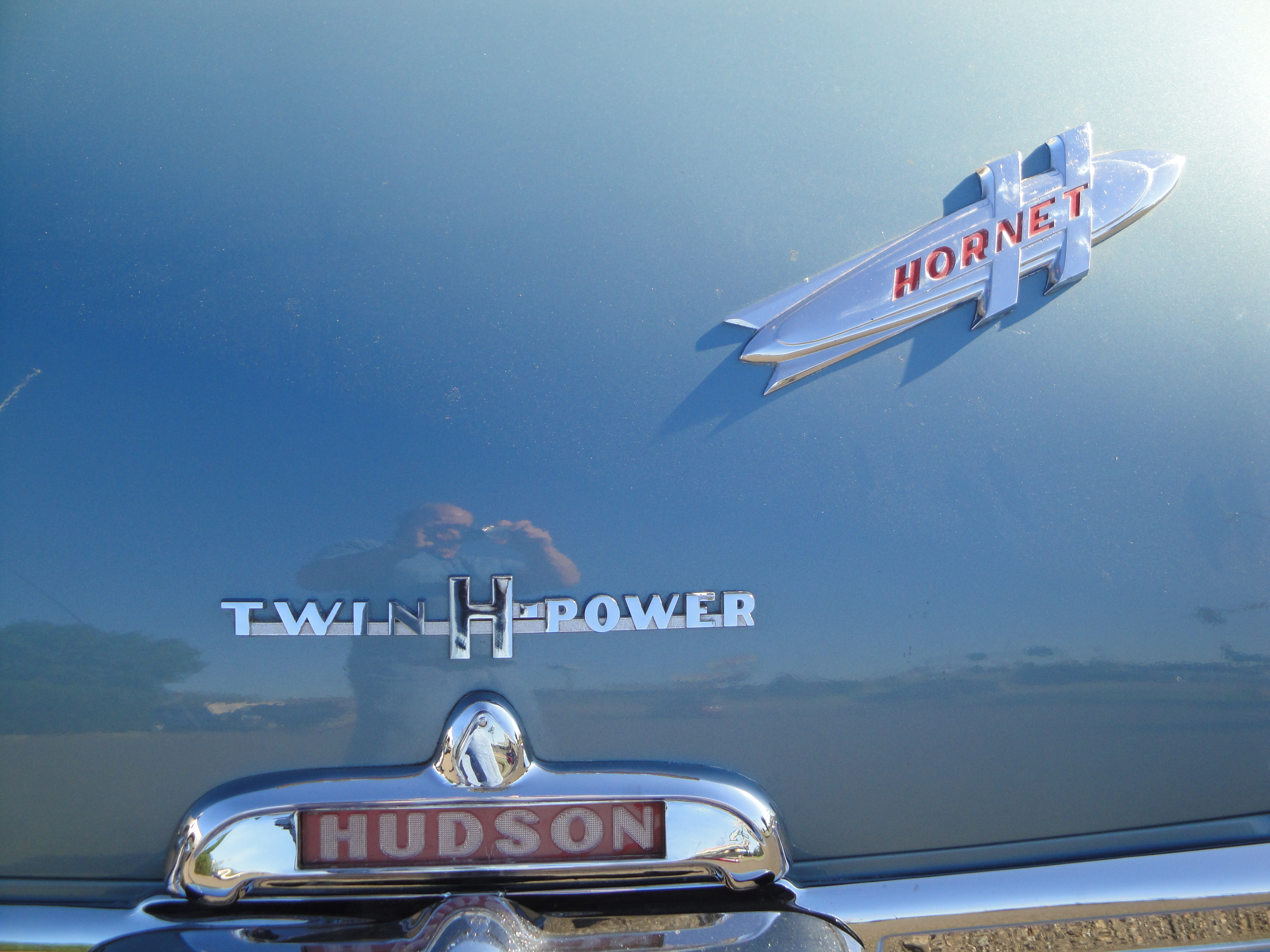
Emblemat modelu z 1952

Hudson Hornet – samochód osobowy klasy wyższej produkowany pod amerykańską marką Hudson w latach 1950–1957.
Pierwsza generacja, produkowana przez Hudson Motor Car Company począwszy od 1951 roku modelowego, znana była szczególnie z licznych sukcesów w amerykańskim sporcie motorowym. Druga generacja produkowana była od 1955 roku po włączeniu marki w skład koncernu American Motors i bazowała na samochodzie Nash Ambassador. Wśród amerykańskich samochodów tego okresu obie generacje Horneta wyróżniało samonośne nadwozie i mocny silnik sześciocylindrowy; później stosowano także silnik V8.

## Pierwsza generacja

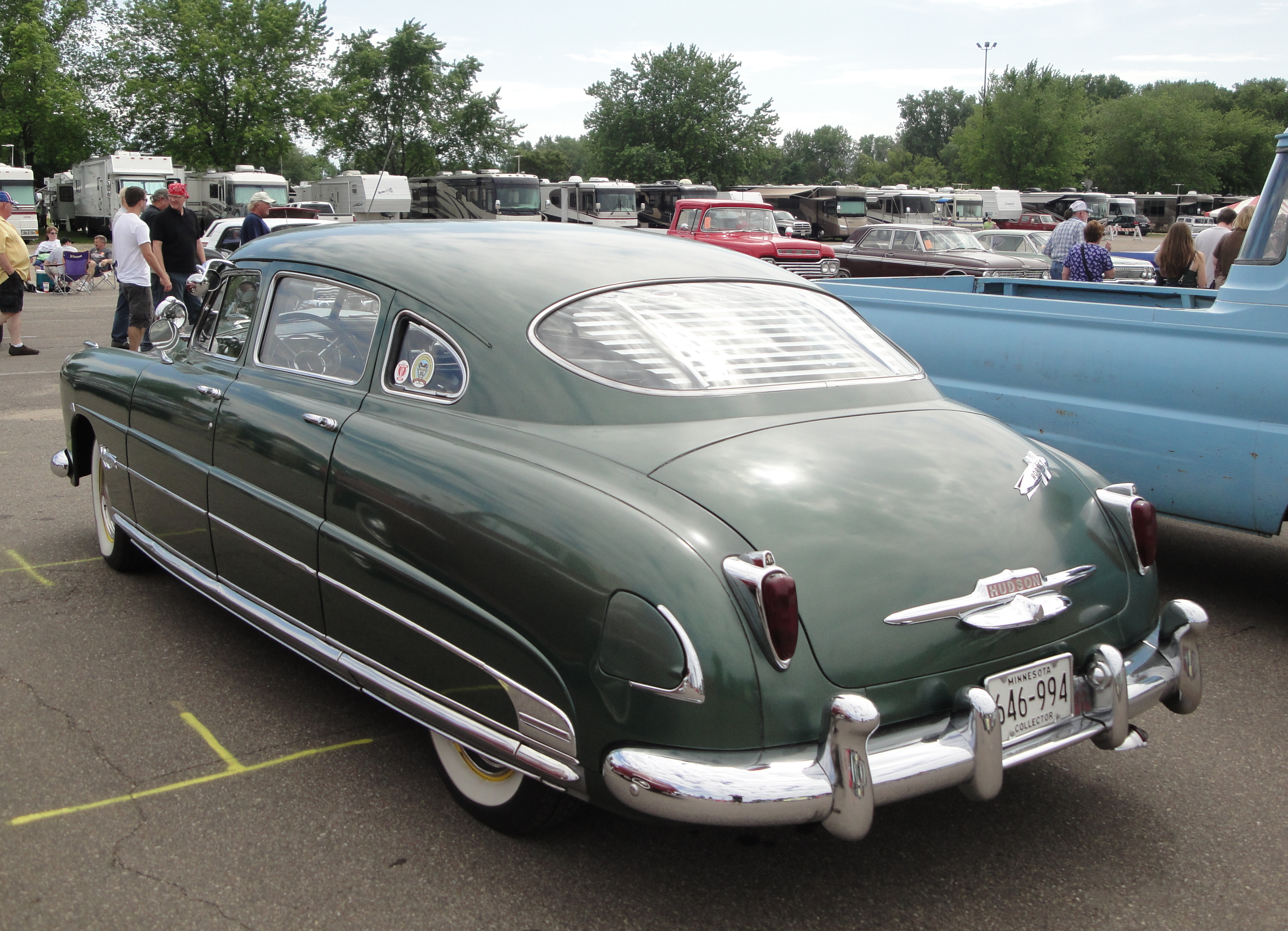
1951 Hudson Hornet sedan - tył

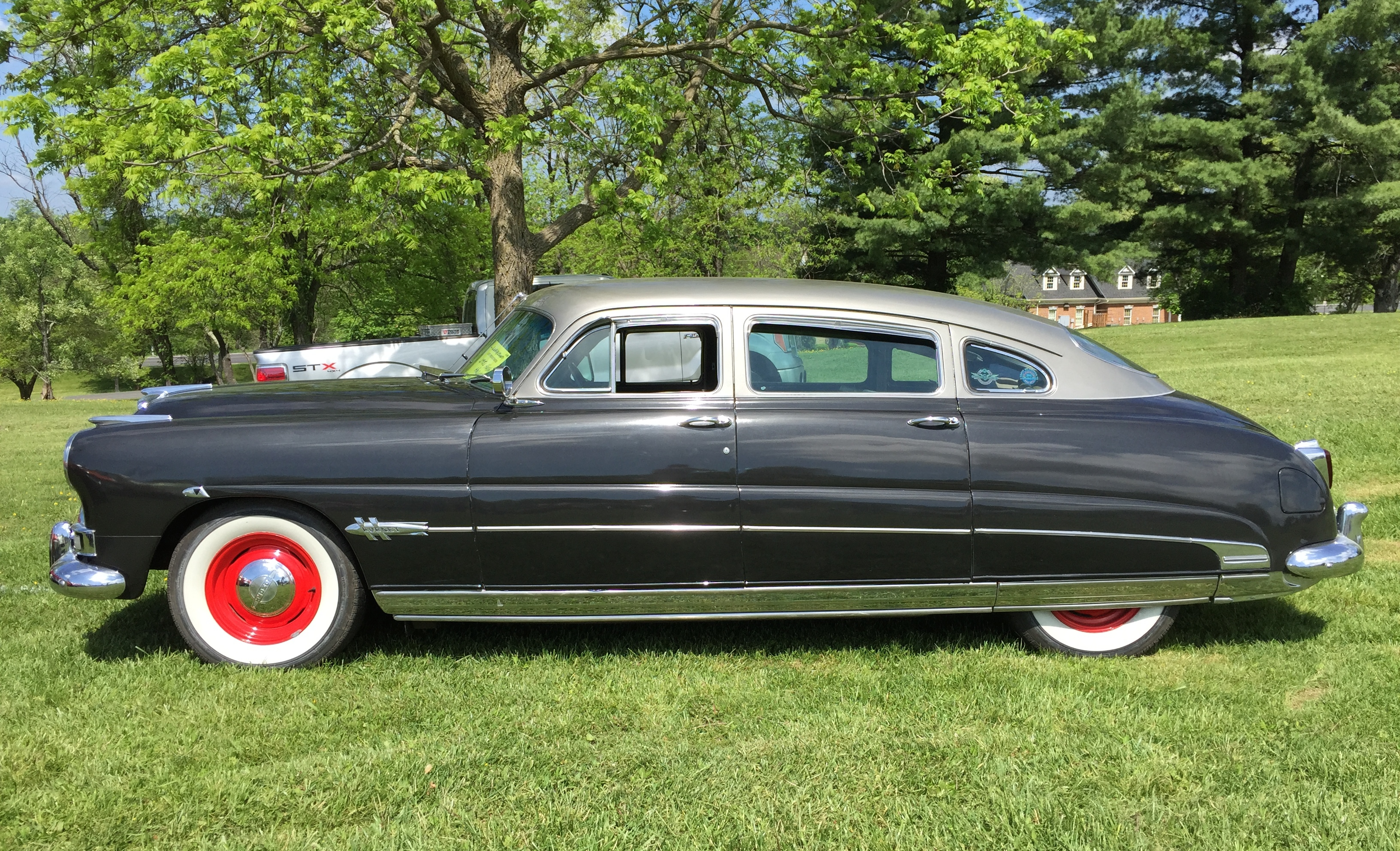
1951 Hudson Hornet sedan - sylwetka

### Model 1951
Hudson Hornet został zaprezentowany po raz pierwszy w październiku 1950 roku, na 1951 rok modelowy.
Model Hornet oparto na produkowanym równolegle modelu Commodore, wprowadzając nowy silnik o bardziej sportowym charakterze. Samochód utrzymano w charakterystycznych proporcjach stylistycznych, zachowując smukłą, niską, dynamiczną sylwetkę z łagodnie opadającą linią dachu i zwężającym się ku tyłowi nadwoziem, z zakrytymi całkowicie tylnymi kołami. Rozstaw osi wynosił 124 cale (315 cm). Nadwozie to, nazwane Step-down, zadebiutowało w modelach Hudsona Super i Commodore z 1948 roku, będąc wówczas bardzo nowoczesne, z gładkimi bokami, bez wystających błotników. Zastosowano w nim rodzaj samonośnej konstrukcji z integralną ramą, pozwalającą na umieszczenie podłogi poniżej podłużnic ramy, co sprawiało, że samochody Hudsona były niższe od konkurencji stosującej tradycyjne ramy i lepiej się prowadziły, przy zachowaniu obszernego wnętrza. Elementy nośne ramy otaczały przedział pasażerski, a także znajdowały się na zewnątrz tylnych kół, usztywniając konstrukcję. Dzięki nisko położonemu środkowi ciężkości, samochody Hudson miały świetne własności jezdne jak na amerykańskie samochody tego okresu, co razem z nadwoziem samonośnym przekładało się na wyższe bezpieczeństwo.
Pas przedni zdobiła duża, chromowana półeliptyczna atrapa chłodnicy z mniejszą półeliptyczną belką wewnątrz i charakterystycznymi poprzeczkami pośrodku w formie trójkąta, tworzącego literę A, z medalionem Hudsona na szczycie. Jej wzór  był nowy, wspólny dla wszystkich modeli Hudsona z tego roku. Maska przednia miała charakterystyczne dla tego okresu wybrzuszenie, a po jej bokach na przedłużeniu błotników znajdowały się szeroko rozstawione okrągłe reflektory. Dzielona szyba przednia była silnie pochylona. Ozdoby boczne stanowił emblemat Horneta za przednimi kołami, przechodzący w listwę nierdzewną, opadającą łagodnie do dolnej krawędzi nadwozia za tylnymi kołami. Sedan miał nadwozie w stylu fastback, a coupé w stylu notchback. Hornet miał wyjątkowo obszerne wnętrze, z kanapami szerokości 163 cm – jednymi z największych na rynku amerykańskim. Komfort na tylnej kanapie zwiększał rozkładany centralny podłokietnik o szerokości 41 cm.
Napęd stanowił silnik H-145 – wbrew trendom był to dolnozaworowy rzędowy silnik sześciocylindrowy (R6) o pojemności 308 cali sześciennych (5 litrów), a nie w układzie V8, lecz zapewniał wysoką moc brutto 145 KM. Był to wówczas najsilniejszy silnik sześciocylindrowy na rynku amerykańskim, mocniejszy także od części jednostek V8. Standardowo stosowana była trzybiegowa manualna skrzynia biegów, opcjonalnie nadbieg (overdrive), skrzynia półautomatyczna Drivemaster lub automatyczna skrzynia biegów Hydra-Matic produkcji koncernu General Motors (158 dolarów). Opony miały rozmiar 7,1 × 15, a w kabriolecie 7,6 × 15. W wyposażeniu dodatkowym było radio (84 dolary), a w standardzie był elektryczny zegar. Tylko kabriolet miał elektrycznie opuszczane i podnoszone szyby oraz dach.
Wersje nadwoziowe obejmowały czterodrzwiowy sedan i modele dwudrzwiowe: coupé (Club Coupe), hardtop (Hollywood Hardtop) i kabriolet (Brougham Convertible); wszystkie sześciomiejscowe. Ceny bazowe samochodów wynosiły w pierwszym roku od 2543 dolarów za coupé i 2568 dolarów za sedan do 3099 dolarów za kabriolet. Hornet kosztował tyle samo co model Commodore z silnikiem ośmiocylindrowym, lecz z uwagi na mocniejszy silnik był pozycjonowany jako sztandarowy model marki. Wyprodukowano ich w 1951 roku modelowym 43 667, co stanowiło 1/3 produkcji Hudsona i przyczyniło się do jego drugiego najlepszego roku po wojnie (aczkolwiek Hudson zajmował mimo to dopiero 12. miejsce na rynku amerykańskim, z udziałem 2,27%). Odmiany hardtop i kabriolet okazały się jednak mało popularne, znajdując tylko 2101 i 551 nabywców. Hornet należał do wyższej średniej półki cenowej, konkurując z samochodami takimi, jak Buick Super, Chrysler Windsor DeLuxe, Oldsmobile 98 i DeSoto Custom, a od 1952 roku Firedome. Spośród tych samochodów, Hornet dysponował w pierwszym roku najmocniejszym silnikiem, był też nieco lżejszy.

### Modele 1952 i 1953
W 1952 roku samochód został poddany jedynie niewielkiemu liftingowi. Ozdobna listwa boczna z emblematem z nazwą modelu Hornet z przodu przebiegała wyżej, nad przednimi kołami, i opadała łagodnie do tyłu, podkreślając przetłoczenie paneli nadwozia. Atrapa chłodnicy pozostała podobna, różniąca się detalami, a na masce była zmieniona ozdoba w formie trójkąta. Powiększona została tylna szyba, zachodząc bardziej na boki. Tylne pionowe wystające lampy zespolone zmieniono na poziome, owalne. Za dopłatą dostępny był pakiet Twin H-Power, z dwoma gaźnikami jednogardzielowymi i podwójnym kolektorem dolotowym, zwiększający moc do 160 KM. Pakiet Twin H-Power dostępny był jako akcesorium pozafabryczne już od listopada poprzedniego roku i pozwalał na osiąganie prędkości maksymalnej 172 km/h oraz przyspieszanie do 97 km/h w 12,1 sekundy. Ceny wzrosły o prawie 8%, do 2769 dolarów za sedan i 3342 dolarów za kabriolet, a wyprodukowano ich 35 922.
Na 1953 rok Hornet został poddany kolejnemu niewielkiemu liftingowi, przede wszystkim usunięto centralne poprzeczki w formie odwróconej litery V z atrapy chłodnicy i dodano fałszywy chromowany chwyt powietrza jako ozdobę na masce. Boczne listwy pozostały takie same. Hornet pozostał od tego roku najdroższym modelem Hudsona i jedynym o długim rozstawie osi. Ceny pozostały na takim samym poziomie, a wyprodukowano 27 208 Hornetów tego rocznika (41% sprzedaży marki).

### Model 1954
W październiku 1953 roku Hornet został przestylizowany na 1954 rok modelowy, prezentując całkiem nowe oblachowanie i atrapę chłodnicy, chociaż bazujące na dotychczasowej konstrukcji nadwozia. Błotniki tylne wydłużono zgodnie z nową modą, tworząc niewielkie płetwy z lampami na końcu, a na tylnych drzwiach dodano ukośny chromowany panel, sprawiający wrażenie wystających błotników. Zlikwidowano wzdłużne przetłoczenie na gładkich bokach nadwozia, pozostawiając prostą ozdobną listwę ze stali nierdzewnej. Szyba przednia była od tego roku jednoczęściowa. Atrapa chłodnicy otrzymała prostą trapezową formę, z poziomą belką, w stylu wprowadzonym w poprzednim roku w kompaktowym modelu Jet. Ozdoba na masce pozostała w formie fałszywego chwytu powietrza. Moc silnika wzrosła do 160 KM, przy czym dostępny nadal pakiet Twin H-Power zwiększał moc do 170 KM. Używano automatycznych skrzyń biegów produkcji Borg-Warner. W wyposażeniu opcjonalnym pojawiło się wspomaganie układu kierowniczego i hamulców.
Przyspieszenie do 97 km/h według testów ze skrzynią automatyczną i pakietem Twin H-Power wynosiło 13,6 s, prędkość maksymalna ok. 165 km/h, a czas startu na 1/4 mili: 18,3 s. Zużycie paliwa w trasie wynosiło średnio ok. 14 l/100 km. W ankiecie „Popular Mechanics” 80% użytkowników oceniło samochod jako doskonały; ceniony był za komfort jazdy, łatwość prowadzenia i osiągi, przy tym 97% oceniało własności jezdne jako doskonałe. Główne zastrzeżenia budziła widoczność do przodu i tyłu.
Odmiany nadwoziowe pozostały takie same (czterodrzwiowy sedan, coupé, hardtop i kabriolet), lecz 19 marca 1954 roku wprowadzono jeszcze tańszy model Hornet Special, dostępny jako cztero- lub dwudrzwiowy sedan i coupé. Hornet Special różnił się między innymi uboższym wnętrzem, przejętym z mniejszego modelu Super Wasp. Ceny wynosiły od 2571 dolarów za dwudrzwiowy sedan Special, przez 2769 dolarów za zwykły sedan do 3228 dolarów za kabriolet. Wyprodukowano 24 833 Hornety z 1954 roku, co stanowiło prawie połowę produkcji Hudsona. 
1 maja 1954 roku firma Hudson połączyła się z Nash, tworząc koncern American Motors (AMC), i z powodów oszczędnościowych w październiku 1954 roku zaprzestano produkcji samochodów konstrukcji Hudsona w fabryce w Detroit.

### Hornet w wyścigach

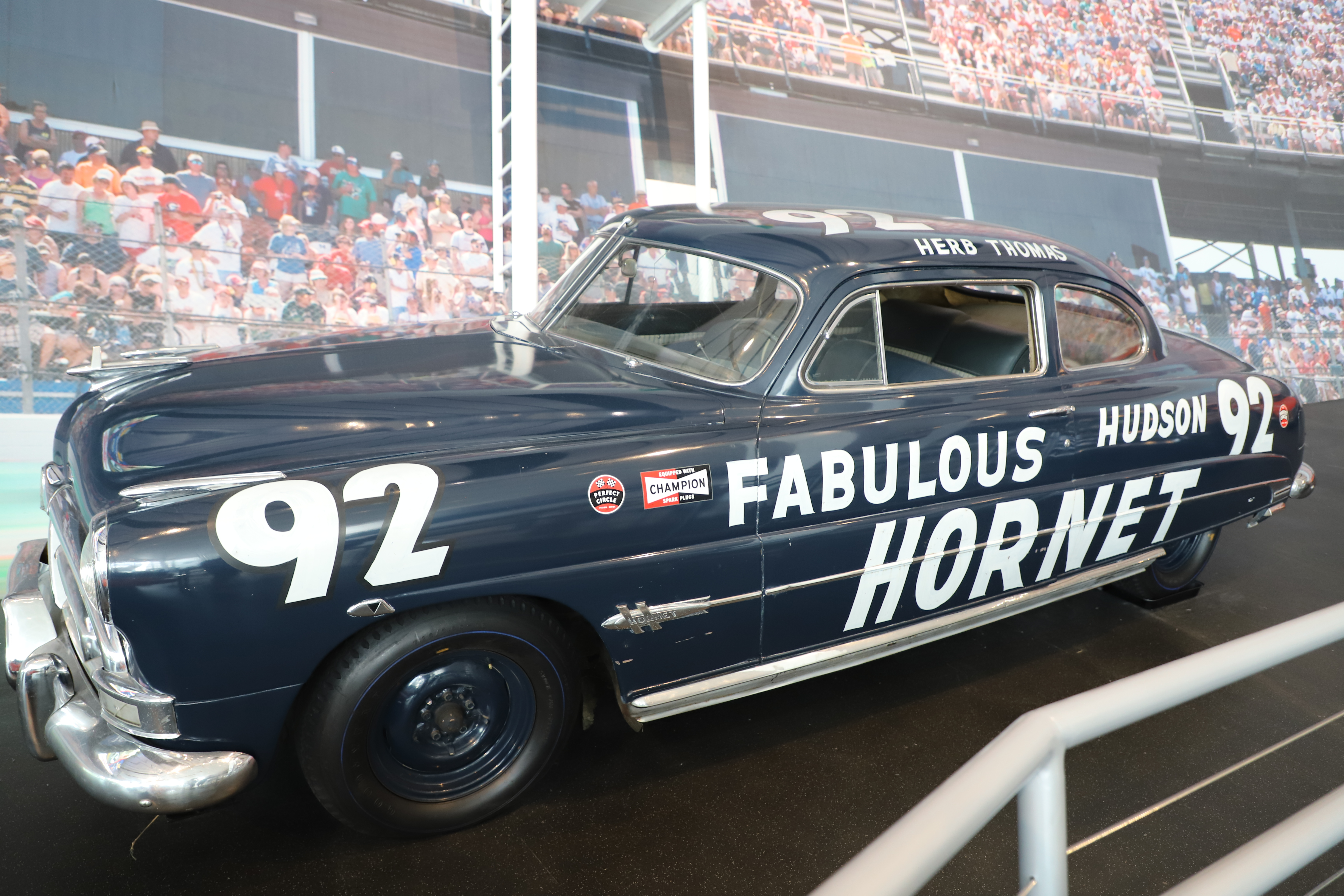
Fabulous Hudson Hornet coupé #92 w malowaniu z wyścigów

Hudson zaangażował się od początku w wyścigi samochodowe NASCAR. Samochodem, który po specjalnych modyfikacjach reprezentował oficjalny zespół producenta od 1951 roku, i wkrótce zaczął dominować w wyścigach, był Hornet. Już w sezonie 1951 zwyciężył on w 12 z 41 wyścigów. W kolejnym roku samochodem ścigało się kilku utytułowanych kierowców wyścigowych, w tym Marshall Teague, Tim Flock, Herb Thomas, Al Keller i Dick Rathmann, wygrywając w 27 zawodach z 34. Zespół fabryczny nosił nazwę Fabulous Hudson Hornet (Fantastyczny Hudson Hornet). Pod koniec 1953 roku opracowano specjalną rozwierconą wersję silnika 7-X, osiągającą moc ok. 220 KM. W 1953 roku Hornety zwyciężyły w 22 z 37 wyścigów NASCAR, a w 1954 roku w 17 z 37.
Występy wyścigowego wariantu Hudsona Horneta w wyścigach NASCAR i pozyskane w ich ramach tytuły przyprawiły pierwszej generacji tego modelu dużą popularność. W nawiązaniu do tego, samochód pojawił się także w serii filmów animowanych Auta, jako postać „Doc” Hudsona, starego samochodu wyścigowego.

### Dane techniczne (R6 5.0)
- R6 5,0 l (5047 cm³), 2 zawory na cylinder, SV[18]
- Układ zasilania: gaźnik dwugardzielowy[2]
- Średnica cylindra × skok tłoka: 96,8 mm × 114,3 mm (3 13/16" × 4 ½")[5]
- Stopień sprężania: 7,2:1[5]
- Moc maksymalna: 160 KM (119 kW) przy 3800 obr./min[5][b]
- Maksymalny moment obrotowy: 352 N•m (260 stopofuntów) przy 1800 obr./min (dla wersji 160 KM)[5]

## Druga generacja

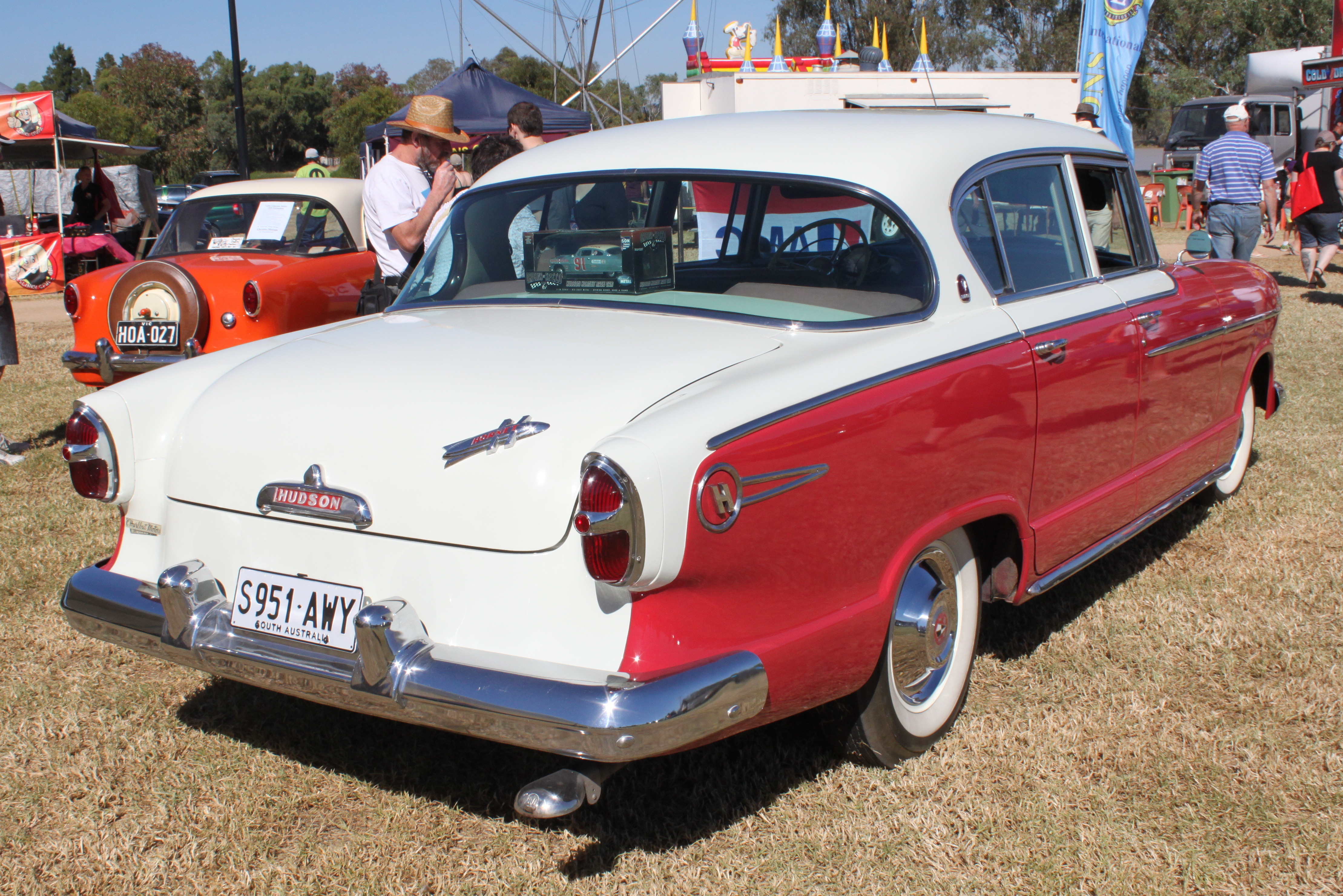
Hudson Hornet z 1955 - tył

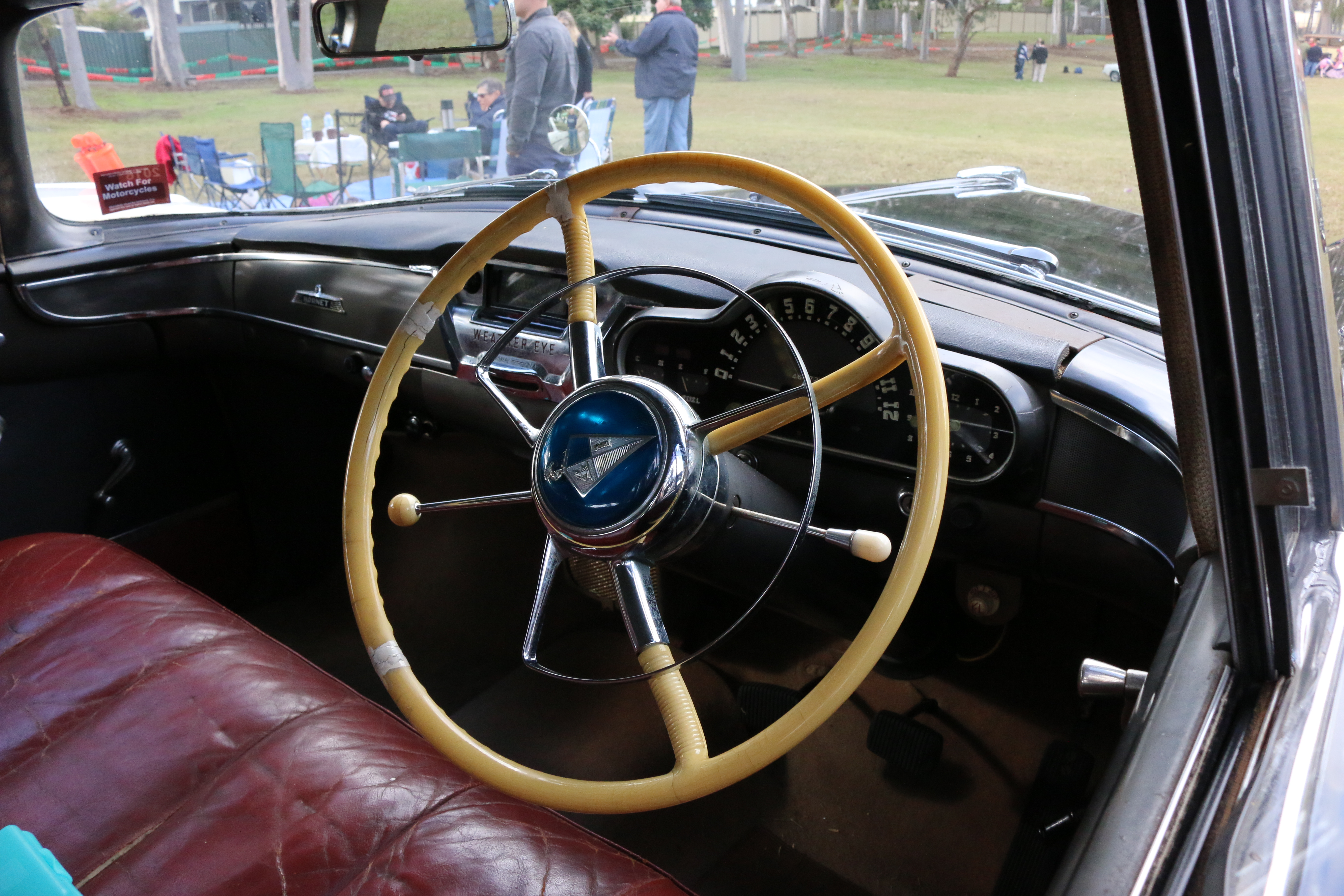
Deska przyrządów z 1955 (dla ruchu lewostronnego)

### Model 1955
Hudson Hornet II został zaprezentowany po raz pierwszy w lutym 1955 roku.
Druga generacja Horneta porzuciła konstrukcję poprzednika, powstając już całkowicie w ramach powstałego rok wcześniej koncernu American Motors, w dawnej fabryce Nash w Kenosha. Oparta była na konstrukcji samochodu Nash Ambassador, wywodzącej się oryginalnie z 1952 roku. Stylistyka nadwozia, szczególnie pasa przedniego, była zupełnie różna od poprzednich Hudsonów, lecz także zdecydowanie odróżniała się od bliźniaczego Ambassadora. W odróżnieniu od modelu Nasha, stylistyka była bardziej klasyczna, z szeroko rozstawionymi reflektorami na przedłużeniu błotników i odkrytymi nadkolami. Charakterystyczna była duża wypukła atrapa chłodnicy w formie chromowanej kraty, z medalionem firmowym pośrodku jej górnej obwódki. Sedan miał już klasyczny profil tylnej części, a nie fastback jak poprzednio. Typowy dla modeli Nasha był gruby, nachylony do tyłu słupek C nadwozia, natomiast w odróżnieniu od nich Hornet otrzymał jednoczęściową, silnie zagiętą na boki szybę tylną, w miejsce trzyczęściowej. Również szyba przednia była silnie wygięta na boki, zgodnie z modą. Rozstaw osi był nieco mniejszy: 308 cm (121¼ cala). Cechą wspólną z poprzednią generacją Horneta było jedynie samonośne nadwozie, a także obszerne wnętrze – samochody Hudson i Nash miały najszersze wnętrza z przodu i najwyższe kabiny spośród wszystkich samochodów produkcji amerykańskiej w tym roku.
Napęd stanowił dotychczasowy dolnozaworowy rzędowy silnik sześciocylindrowy (R6) o pojemności 5 l (308 cali³) i mocy 160 KM, z trzybiegową manualną skrzynią biegów, opcjonalnie nadbiegiem lub skrzynią automatyczną Hydra-Matic. Opcjonalnie dostępny był po raz pierwszy silnik ośmiocylindrowy w układzie V8 OHV, o pojemności 5,2 l (320 cali³), rozwijający moc 208 KM – za dopłatą 260 dolarów ze skrzynią trzybiegową lub za 459 dolarów z automatyczną Ultramatic. Nowoczesny silnik V8 wraz ze skrzynią biegów pochodził od Packarda, w ramach współpracy nawiązanej przez niezależnych producentów, lecz występował w osłabionej wersji, o stopniu sprężania 7,8:1. Opony miały rozmiar 7,1 × 15. W wyposażeniu dodatkowym, oprócz wspomagania układu kierowniczego i hamulców, pojawiły się elektrycznie podnoszone szyby, siedzenia rozkładane do równego miejsca do spania oraz klimatyzacja (395 dolarów).
Hornet dostępny był już tylko jako czterodrzwiowy sedan (w odmianach Super i Custom) oraz dwudrzwiowy hardtop (Custom Hollywood). Wersja Custom, oprócz lepszego wykończenia wnętrza, miała koło zapasowe w stylu Continental, co zwiększało długość samochodu o 25 cm. Ceny bazowe minimalnie spadły, wynosząc 2565 dolarów za sedan Super, 2780 za sedan Custom i 2880 dolarów za hardtop. Wyprodukowano 13 130 Hornetów 1955 rocznika, z czego 6219 miało silnik V8. Bliźniaczy Nash Ambassador był tylko około 100 dolarów tańszy, lecz powstało ich prawie dwa razy więcej. Konkurencją były takie samochody jak Buick Century, Mercury Montclair, DeSoto Fireflite, Packard Clipper. Samochody Hudsona powstałe na skutek zaadaptowania konstrukcji Nash zyskały potoczną nazwę „Hash”.

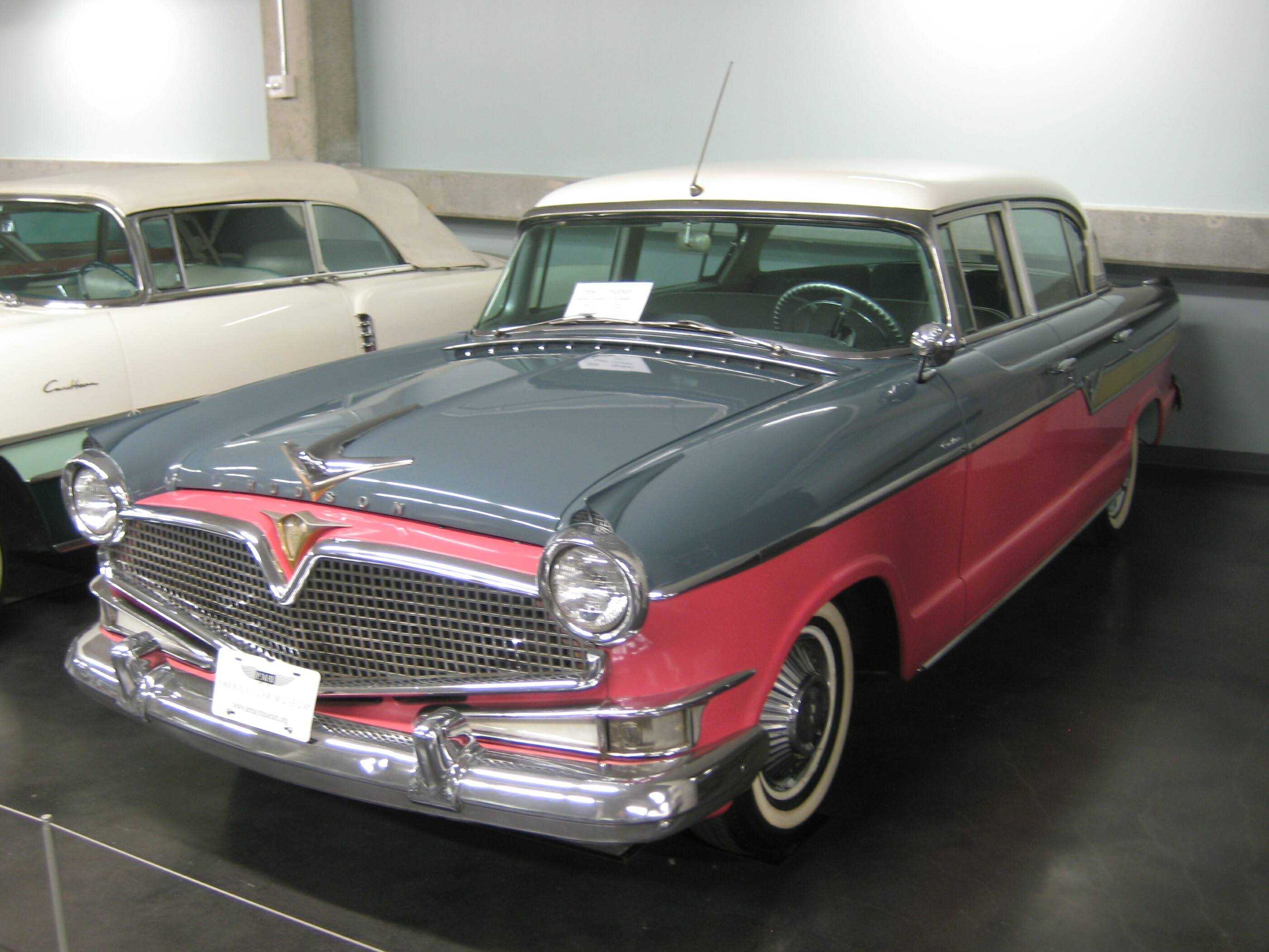
Hudson Hornet Custom sedan z 1956

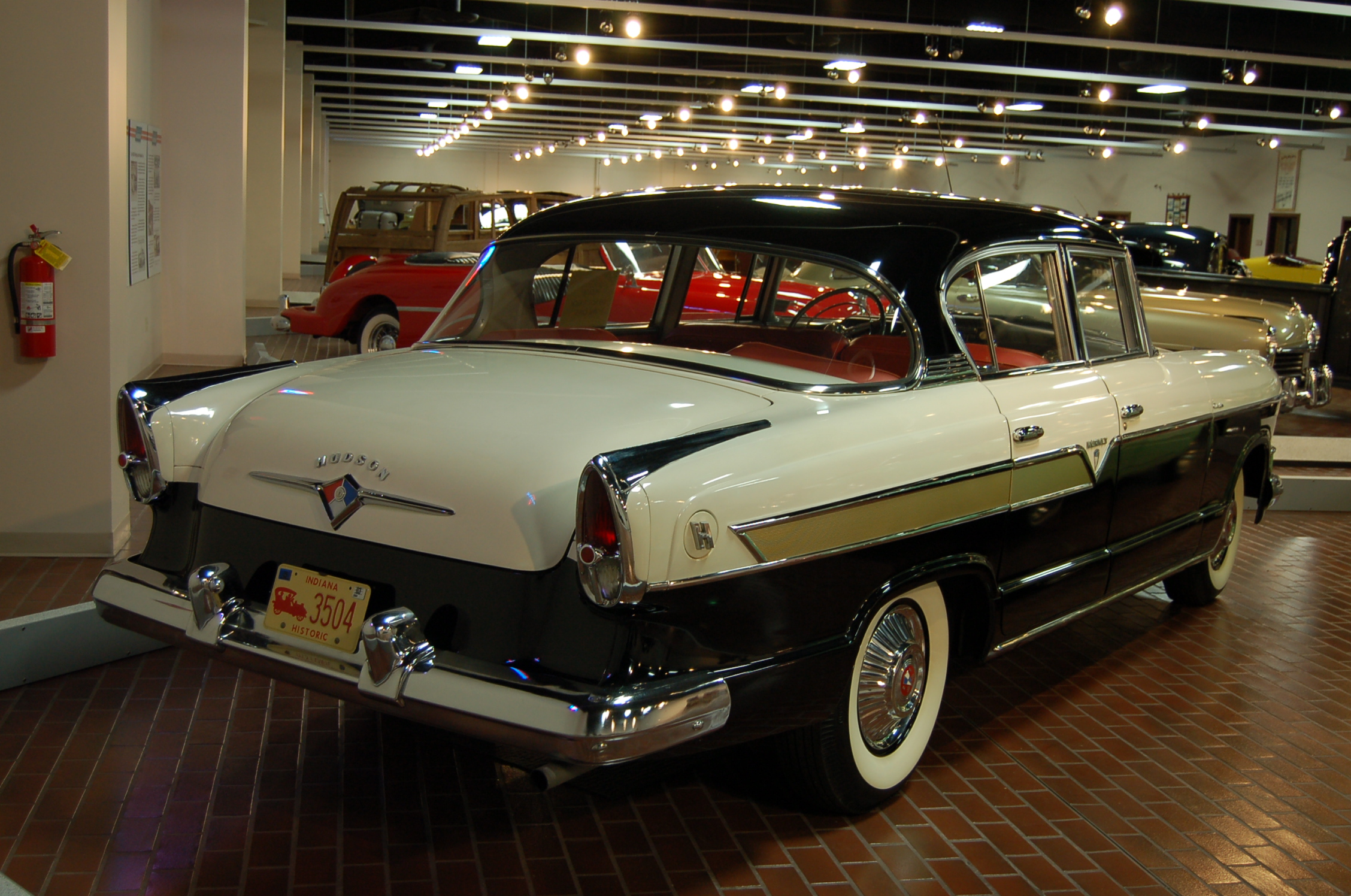
Hudson Hornet Custom sedan z 1956 od tyłu

### Model 1956
W listopadzie 1955 roku, na 1956 rok modelowy Hudson Hornet drugiej generacji otrzymał całkowicie przestylizowany pas przedni, przy pozostawieniu dotychczasowego oblachowania. Za nową stylistykę, nazwaną V-line Styling, odpowiadał projektant Richard Arbib, który zainspirował się trójkątnym znakiem firmowym Hudsona oraz silnikiem V8. Dolne chromowane obramowanie atrapy chłodnicy miało formę rozchylonej szeroko litery V, a w górnym obramowaniu było mniejsze wycięcie w formie litery V, nadające mu formę kojarzącą się z ptasim dziobem. Wewnątrz górnego wycięcia był trójkątny znak Hudsona, a nad nim ozdoba maski podobnego kształtu. Sama atrapa wykonana była w formie drobnej kraty. Także światła postojowe, umieszczone pod brzegami atrapy, miały obramowania w formie wydłużonych leżących liter V. Boczna listwa ozdobna również tworzyła kształt V na tylnych drzwiach, po czym dalej rozdwajała się w kierunku tyłu – na samochodach wersji Custom pas między dolną a górną listwą pokryty był ozdobnym panelem anodowanym na złoty kolor. Na przedłużeniu górnej krawędzi tylnych błotników były niewielkie chromowane płetwy, na końcu których były pionowe lampy. Ozdoby w formie litery V były także na klapie bagażnika i we wnętrzu. Ogólnie osiągnięty efekt stylistyczny był kontrowersyjny i wielu ocenia go jako znaczne pogorszenie wyglądu samochodu
W marcu 1956 roku wprowadzono nową wersję Hornet Special, o krótszym rozstawie osi 290 cm (114¼), która w istocie stanowiła nadwozie modelu Hudson Wasp połączone z ozdobami Horneta, zastępując wycofany z produkcji model Wasp w najwyższej wersji Custom. Dostępna była jako czterodrzwiowy sedan lub dwudrzwiowy hardtop Hollywood. Standardowy napęd Hornetów Super i Custom stanowił dotychczasowy sześciocylindrowy silnik 5-litrowy (308 cali³), lecz o mocy poniesionej do 165 KM, a opcjonalnie dostępny był większy silnik V8 OHV o pojemności 5,8 l (352 cali³) i mocy 220 KM, pochodzący od Packarda. Model Hornet Special natomiast dostępny był tylko z nowym silnikiem V8 OHV własnej konstrukcji American Motors, o pojemności 4,1 l (250 cali³) i mocy 190 KM. Wszystkie silniki standardowo występowały ze skrzynią trzybiegową mechaniczną, a opcjonalnie z automatyczną Hydra-Matic, lub w przypadku silnika V8 5,8 l (352 cali³), nową Twin Ultramatic Packarda.
Nowa kontrowersyjna stylistyka nie spełniła pokładanych w niej nadziei i wyprodukowano tylko 8152 Hornety, w tym 1757 krótszych Special. Stanowiło to spadek produkcji Horneta o ponad 1/3, lecz przesunięcia w gamie modeli spowodowały jeszcze większy spadek sprzedaży modelu Wasp, o prawie 2/3 (do 2519 sztuk). Ceny gamy zaczynały się od niższej kwoty 2630 dolarów za sedan Special, lecz realnie znacząco wzrosły, wynosząc od 2774 do 3140 dolarów za odmiany na dłuższym podwoziu.

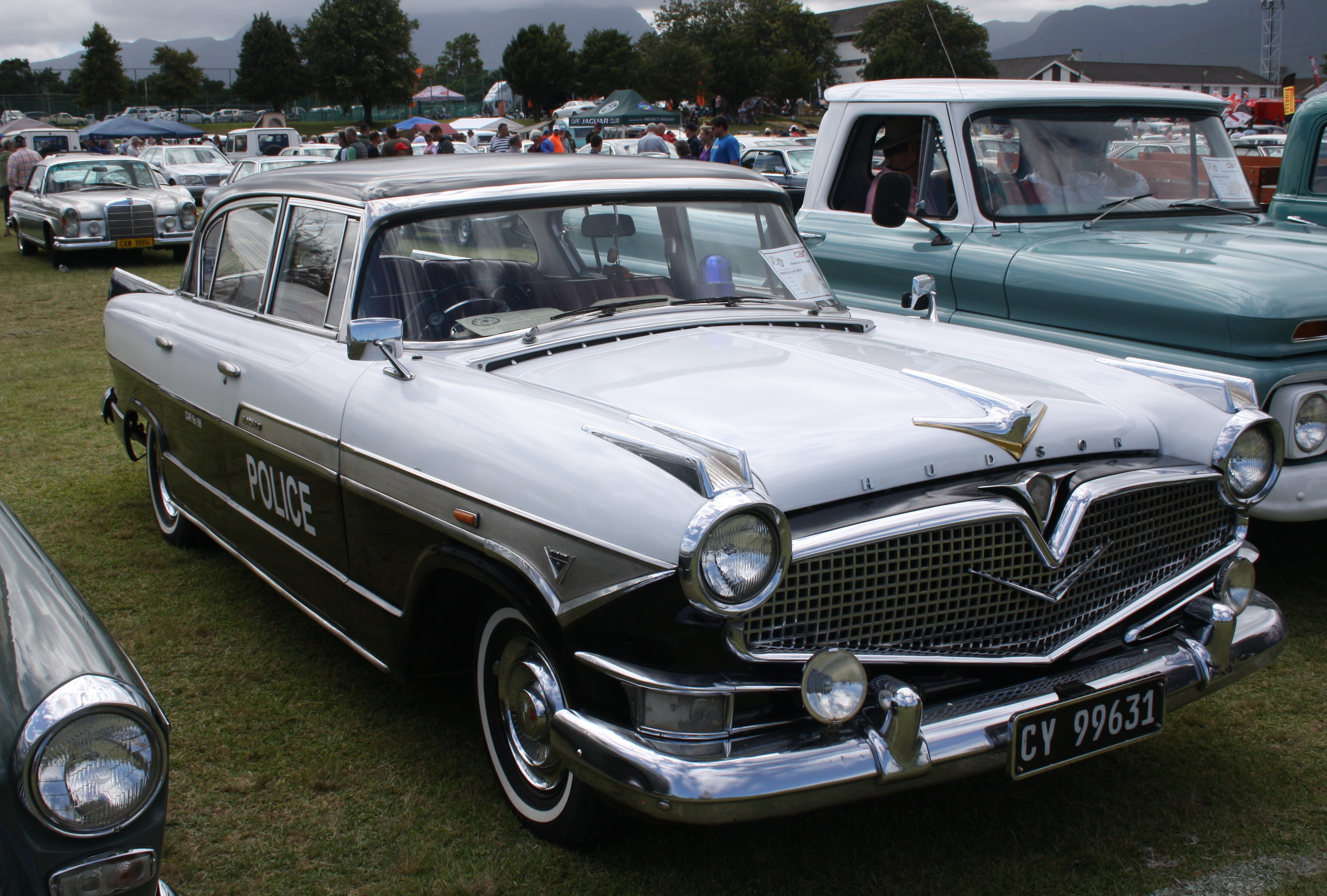
Hudson Hornet z 1957

### Model 1957
W 1957 roku stylistyka V-Line pozostała taka sama, lecz dzięki zmianie profilu dachu, obniżono samochód, zgodnie z nowymi trendami, o prawie 5 cm. Samochody tego roku modelowego zaprezentowano 25 października 1956 roku. Dodano więcej ozdób, w tym chromowany znak V pośrodku atrapy chłodnicy i podwójne chromowane trójkątne brzechwy nad reflektorami. Z tyłu powiększone płetwy nad błotnikami poprowadzono poziomo. Zmieniła się listwa boczna ze stali nierdzewnej, która zaczynała się przy reflektorze i miała trójkątny uskok przed wycięciami przednich kół, a dalej szła poziomo do tyłu, przy czym w przedniej części była nad nią druga listwa, ciągnąca się od reflektora do przednich drzwi. W wersji Custom obszar między listwami był anodowany na srebrno, w wersji Super lakierowany na kolor nadwozia. Zmieniono też koła z 15-calowych na 14-calowe. W ostatnim roku jedyną opcją napędu był nowy mocny silnik konstrukcji American Motors: V8 OHV o pojemności 5,4 l (327 cali³) i mocy 255 KM, z czterogardzielowym gaźnikiem, znany ponadto z samochodu Rambler Rebel. Obok skrzyni mechanicznej dostępna była nowa automatyczna Flash-away Hydra-Matic.
Hornet pozostał w tym roku jedynym modelem marki Hudson. Pozostały tylko wersje nadwoziowe z długim rozstawem osi: czterodrzwiowy sedan oraz dwudrzwiowy hardtop Hollywood, obie dostępne w wersjach Super i Custom, z cenami bazowymi od 2821 do 3101 dolarów. Z uwagi na malejącą sprzedaż Horneta i rosnącą popularność modelu średniej wielkości Rambler, koncern American Motors zdecydował jednak zlikwidować odrębną markę Hudson i ostatni Hornet powstał 25 czerwca 1957 roku, po wyprodukowaniu tylko 3108 samochodów 1957 rocznika.

### Dane techniczne (V8 5.4)
- V8 5,4 l (5358 cm³), 2 zawory na cylinder, OHV[30]
- Układ zasilania: gaźnik
- Średnica cylindra × skok tłoka: 101,6 mm × 82,6 mm[30]
- Stopień sprężania: 9,0:1[30]
- Moc maksymalna: 255 KM (190 kW) przy 4700 obr./min[30][b]
- Maksymalny moment obrotowy: 468 N•m przy 2875 obr./min[30]